# Stražisko
Stražisko är en ort i Tjeckien.   Den ligger i regionen Olomouc, i den östra delen av landet, 190 km öster om huvudstaden Prag. Stražisko ligger 342 meter över havet och antalet invånare är 437.
Terrängen runt Stražisko är platt åt nordost, men åt sydväst är den kuperad.  Trakten runt Stražisko är nära nog obefolkad, med mindre än två invånare per kvadratkilometer. Närmaste större samhälle är Prostějov, 15,3 km sydost om Stražisko. I omgivningarna runt Stražisko växer i huvudsak blandskog.